# Karin Booth
Pour les articles homonymes, voir Booth.
June Francis Hoffman, née le 19 juin 1916 à Minneapolis (Minnesota) et morte le 27 juillet 2003 à Jupiter (comté de Palm Beach, Floride), est une actrice américaine, connue sous le nom de scène de Karin Booth.

## Biographie

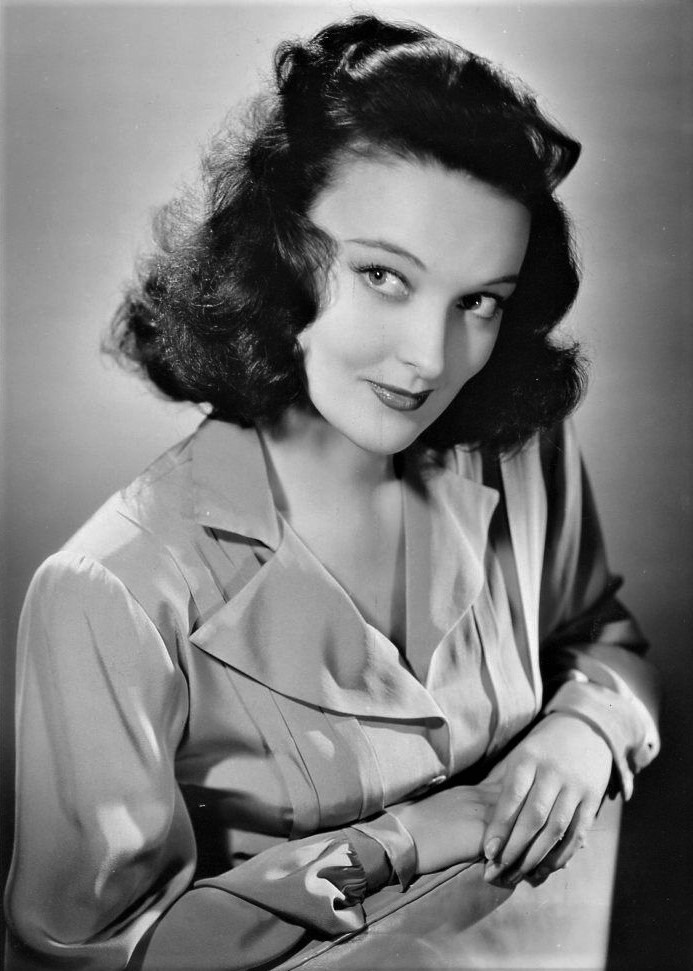
En 1943

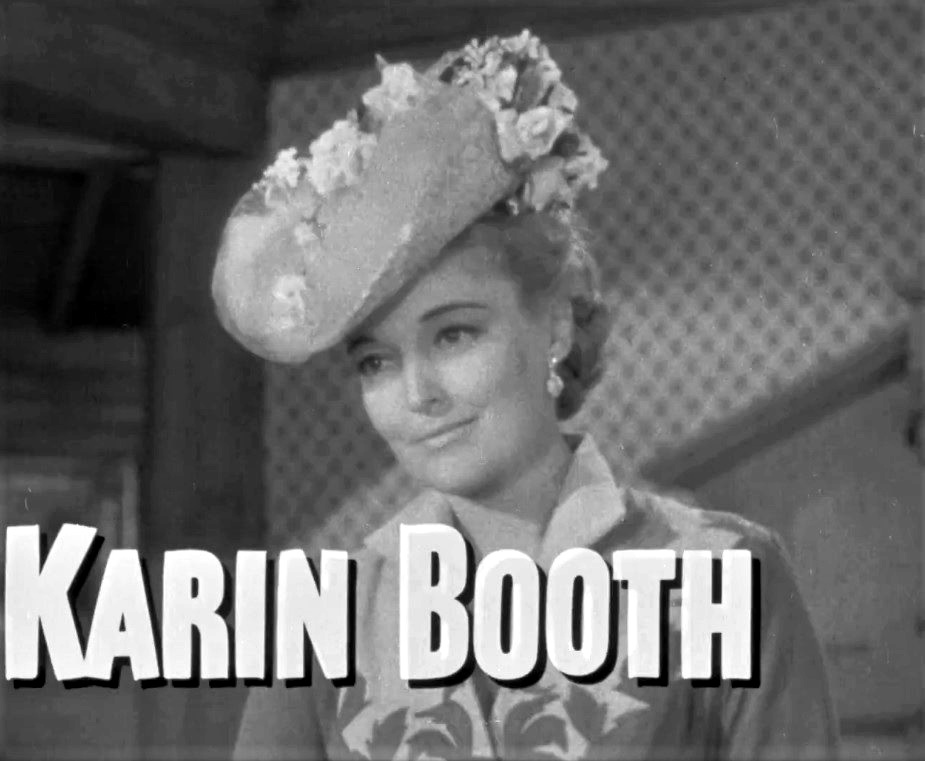
Dans La Piste des caribous
(1950, bande-annonce)

Au cinéma, Karin Booth contribue à cinquante-deux films américains (dont quelques westerns), depuis Par la porte d'or de Mitchell Leisen (1941, avec Charles Boyer et Olivia de Havilland) jusqu'à Un matin comme les autres d'Henry King (1959, avec Gregory Peck et Deborah Kerr).
Dans l'intervalle, mentionnons La Danse inachevée d'Henry Koster (1947, avec Margaret O'Brien et Cyd Charisse), Tête folle de Mark Robson (1949, avec Dana Andrews et Susan Hayward), La Piste des caribous d'Edwin L. Marin (1950, avec Randolph Scott et Gabby Hayes) et Le Maître du monde de Lee Sholem (1954, avec Charles Drake et Taylor Holmes).
À la télévision américaine, elle apparaît dans treize séries entre 1952 et 1964 (après quoi elle se retire définitivement), dont Alfred Hitchcock présente (un épisode, 1957) et Perry Mason (un épisode, 1958).
Karin Booth meurt en 2003, à 87 ans.

## Filmographie partielle

### Cinéma
- 1941 : Par la porte d'or (Hold Back the Dawn) de Mitchell Leisen : une jeune femme au bureau
- 1941 : Glamour Boy de Ralph Murphy : Helen Trent
- 1942 : Tueur à gages (This Gun for Hire) de Frank Tuttle : une serveuse
- 1942 : Mon secrétaire travaille la nuit (Take a Letter, Darling) de Mitchell Leisen : la sténographe blonde
- 1942 : Mabok, l'éléphant du diable (Beyond the Blue Horizon) d'Alfred Santell : une jeune femme au cirque
- 1942 : L'amour chante et danse (Holiday Inn) de Mark Sandrich : une employée du vestiaire à chapeaux
- 1942 : Au pays du rythme (Star Splanged Rhythm) de George Marshall et A. Edward Sutherland : Kate
- 1944 : Deux Jeunes Filles et un marin (Two Girls and a Sailor), de Richard Thorpe : une jeune femme en rêve
- 1944 : Le mariage est une affaire privée (Marriage Is a Private Affair) de Robert Z. Leonard : une jeune femme avec Miles
- 1945 : Abbott et Costello à Hollywood (Abbott and Costello in Hollywood) de S. Sylvan Simon : Louise
- 1945 : Ziegfeld Follies de Vincente Minnelli et autres : Ziegfeld Girl
- 1946 : Ève éternelle (Easy to Wed) d'Edward Buzzell : une employée
- 1947 : La Danse inachevée (The Unfinished Dance) d'Henry Koster : Anna « La Darina »
- 1948 : Big City de Mark Robson : Florence Bartlett
- 1949 : Tête folle (My Foolish Heart) de Mark Robson : Miriam Ball
- 1950 : Jean Lafitte, dernier des corsaires (Last of the Buccaneers) de Lew Landers : Belle Summer
- 1950 : La Piste des caribous (The Cariboo Trail) d'Edwin L. Marin : Francie Harris
- 1950 : State Penitentiary de Lew Landers : Shirley Manners
- 1952 : La Folie de l'or (en) (Cripple Creek) de Ray Nazarro : Julie Hanson
- 1953 : Remarions-nous (Let's Do It Again) d'Alexander Hall : Deborah Randolph
- 1954 : La Charge des lanciers (Charge of the Lanceers) de William Castle : Maria Sand
- 1954 : Le Maître du monde (Tobor the Great) de Lee Sholem : Janice Roberts
- 1955 : La Révolte des Séminoles (en) (Seminole Uprising) d'Earl Bellamy : Susan Hannah
- 1955 : Top Gun de Ray Nazarro : Laura Mead
- 1955 : African Manhunt (en) de Seymour Friedman : Ann Davis
- 1958 : Le Pays des sans-loi (en) (Badman's Country) de Fred F. Sears : Lorna Pardee
- 1959 : Un matin comme les autres (Beloved Infidel) d'Henry King : Janet Pierce

### Télévision
(séries)
- 1955 : Schlitz Playhouse of Stars, saison 4, épisode 41 A Mule for Santa Fe : Mme Stuart
- 1957 : Alfred Hitchcock présente (Alfred Hitchcock Presents), saison 3, épisode 8 Dernière Volonté (The Last Request) de Paul Henreid : Sheila Raymond
- 1958 : Perry Mason, saison 1, épisode 30 Le Mari menteur (The Case of the Screaming Woman) d'Andrew V. McLaglen : Susan Marshall